# Пакундия (подокруг)
Пакундия (бенг. পাকুনদিয়া, англ. Pakundia) — подокруг на северо-востоке Бангладеш в составе округа Кишоргандж. Образован в 1932 году. Административный центр — город Пакундия. Площадь подокруга — 180,52 км². По данным переписи 1991 года численность населения подокруга составляла 210 355 человек. Плотность населения равнялась 1165 чел. на 1 км². Уровень грамотности населения составлял 29,3 %. Религиозный состав: мусульмане — 95,75 %, индуисты — 4,25 %.